# Vectorcam
Vectorcam (Eigenschreibweise vectorcam) ist eine CAD- und CAM-Software des gleichnamigen Herstellers Vectorcam GmbH mit Sitz in Paderborn.

## Geschichte
Die Vectorcam GmbH wurde im Jahr 1989 unter dem Namen Centriforce GmbH in den Niederlanden gegründet. 1993 kam das Schwesterunternehmen in Deutschland hinzu, das 2011 in Vectorcam umbenannt wurde. Vectorcam hat seinen Firmensitz im Technologiepark Paderborn. Hier ist der Ausgangspunkt ihrer Tätigkeiten, einschließlich eines eigenen Schulungszentrums. Mit Vertriebspartnern wird die Software weltweit vertrieben.

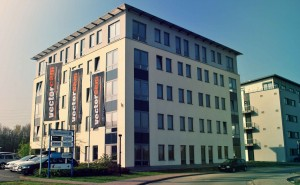

## Die Software
Vectorcam ist ein 2D/3D-NC-Programmiersystem. Die Bedienung wurde dabei so einfach wie möglich gestaltet. Die Software ist modular aufgebaut und unterteilt sich in die Module:
- Fräsen
- Bohren
- Drehen
- Lasern
- Schneiden (Wasserstrahl-, Plasma-, Brennschneiden)
- Drahterodieren.

Bearbeitungen können für bis zu 5 Achsen erstellt werden.
Sowohl 2D-Geometrien als auch komplexe 3D-Modelldaten lassen sich mit Vectorcam  programmieren.
Vectorcam wird kontinuierlich weiterentwickelt, sodass es moderne Computertechnologien unterstützt. Postprozessoren für alle gängigen Maschinen-Steuerungen können in Betrieb genommen werden.

## Anwendungsgebiete
Die Einsatzgebiete der NC-Software sind hauptsächlich der Maschinenbau, der Werkzeugbau und die Metallbearbeitung. Aber auch in der Kunststoffverarbeitung sowie im Bereich Holzbau ist Vectorcam einsetzbar.